# ギグロ
ギグロ (フランス語: Guiglo、フランス語発音: [ɡiɡlɔ]) はコートジボワール西部のモンターニュ地方南部のカヴァリィ州の州都。
ササンドラ川の支流のンゾ川が流れる。
2014年の人口は約11.4万人。
ゲレ人、ダン人（Yacouba ヤクバ とも呼ばれる）、モシ人の市場があり、米や家畜、キャッサバを中心に扱っている。
コーヒーや材木は川を通して沿岸部に運ばれる。
2005年、国連の基地に1000人の抗議者が侵入した。
この排除の過程で、抗議者と国連平和維持軍の100人が殺害された。

## 交通
- ギグロ空港（英語版）